# Радченко Людмила Володимирівна
Людмила Радченко (нар. 11 листопада 1978, Омськ, Росія) — російська модель, італійська телеведуча, актриса.

## Біографія
Людмила Радченко народилася в Омську, СРСР. В 1996 році на омському конкурсі краси та моди її було вшановано титулом віце-міс «Сучасний образ». Також вона завоювала приз симпатій глядачів.
Незабаром після цього вона представляє Омськ на конкурсі «Міс Росія». Після конкурсу Людмила була зайнята в телепрограмах в Москві і Санкт-Петербурзі.
У 2000 р. вона їде до Італії, де спочатку працює ведучою телеканала «Папперіссіма». У 2003 р. бере участь у програмі «Spicy Tg» на телеканалі «Антенна 3».
У 2004 р. Людмила позує для журналу Fox. У 2005 р. бере участь в реаліті-шоу «Кріт», в якому доходить до напівфіналу.
2007 р. бере участь в програмі «Мелодії та шанувальники», після чого — в конкурсі в реаліті-шоу на Sky Vivo.
Після шоу «Кріт» Людмила займається живописом, демонструє кілька своїх творів в Мілані та вирішує присвятити себе мистецтву.
У 2008 году Людмила знялася в фільмі A Light Of Passion.
Після навчання живопису в Нью-Йорку Людмила показує свої твори в різних галереях, виставках. У 2010 р. вона пише величезну корову для міжнародної виставки «Парад Корів 2010».
Також вона демонструвала свої твори на Міланському арт-трієнале. Влаштувала власну виставку в Музеї сучасного мистецтва в Лучча. Кілька місяців згодом її приймає Teatro alla Scala, її запросили на міжнародну виставку Gemlucart в Монако. В грудні 2010 р. в Skira опубліковано її перший каталог — «Power Pop».
В лютому 2011 р. провінція Милан запропонувала Людмилі провести її виставку в Будинку світової культури. В травні 2011 р. її праці демонструвалися в Нью-Йорку на Фестивалі мистецтва їжі. Також її твори демонструвалися в Сохо, Crown Fine Art gallery.

## Телевізійна кар’єра
- La sai l'ultima? (2001)
- Passaparola (2001-2002)
- Spicy Tg (2003)
- La talpa (2005)
- On the Road (2006)
- Tuning and Fanatics (2007)
- Reality Game (2007)
- Modeland (2008)

## Фільмографія
Як актриса Людмила Радченко знялася у наступних фільмах:
| Рік  | Назва                                  | Роль   | Примітки     |
| ---- | -------------------------------------- | ------ | ------------ |
| 2005 | Il viaggio                             |        |              |
| 2006 | R.I.S. Delitti imperfetti              |        | 2 епізоди    |
| 2006 | A Light of Passion                     |        |              |
| 2008 | Scaccomatto                            |        | Короткі      |
| 2009 | L'ispettore Coliandro: Sesso e segreti |        | TV-фільм     |
| 2009 | Un posto al sole d'estate              | Наташа | мильна опера |
| 2010 | Ganja Fiction                          | Luna   | Фільм        |

## Модельні агентства
- Urban Management
- Gwen Management